# Giovanni VII di Gerusalemme
Giovanni VII (... – Gerusalemme, 966) è stato il patriarca di Gerusalemme tra il 964 e il 966.
Secondo la cronotassi dei Benedettini, si chiamerebbe "Giovanni VI" non annoverando il precedente Giovanni VI, sarebbe il successore di Cristodulo I, non annoverando Agatone, e sarebbe morto nel 969.
Si chiamava Yuhanna ibn Jammi. Fu bruciato sul rogo da una folla musulmana dopo aver scritto all'imperatore bizantino Niceforo II Foca chiedendogli di affrettarsi a salvare la Palestina dalle mani dei califfi fatimidi.

## Martirio
Durante il suo episcopato, il governatore berbero Muḥammad Ismāʿīl Ibn Ṣanhājī governava la città. In una versione delle dinamiche della sua morte, nel 966, dopo che Giovanni si era più volte lamentato con al-Ḥasan, governatore di Ramla, Muḥammad, in cerca di vendetta, avrebbe incitato una folla contro di lui. La popolazione avrebbe incendiato la Basilica del Santo Sepolcro, causando il crollo della sua cupola. Quindi sarebbe andata alla chiesa del Cenacolo con l'obiettivo di darle fuoco. Il giorno seguente, la folla avrebbe scoperto che Giovanni si nascondeva in una cisterna di olio nella Basilica del Santo Sepolcro. Dopo averlo linciato, la folla avrebbe dato fuoco al suo corpo.
Un'altra versione del suo martirio sostiene che fu bruciato vivo perché l'imperatore bizantino Niceforo II Foca (r. 963-969) aveva riconquistato le province di Cilicia e Siria e i musulmani della città volevano vendicarsi dei cristiani o chi secondo loro aveva istigato la guerra, ossia il Patriarca Giovanni stesso.